# Los lobos de Washington
Los lobos de Washington es una película de suspenso  de 1999, dirigida por Mariano Barroso y escrita por Juan Cavestany. Es protagonizada por Javier Bardem, Eduard Fernández, José Sancho, Alberto San Juan, Ernesto Alterio, María Pujalte y Vicenta N’Dongo. La película se estrenó el 27 de agosto de 1999 en España.

## Argumento
Miguel y Alberto quieren timar a su antiguo jefe 20 millones de pesetas con un plan organizado junto a varias personas más, como la amante de la mujer de su jefe. Uno de sus socios, Claudio, ha conseguido tener una vida acomodada, mientras que Miguel y Alberto han sido maltratados por la vida llevando una vida en la miseria. Una mezcla de desesperación y necesidad harán que se despellejen como lobos heridos en la noche.

## Producción
El filme es una producción de Aurum Producciones  y de la Sociedad General de Cine pero la distribución nacional  del mismo corrió a cargo de Alta Films. El rodaje comenzó el 2 de noviembre de 1998 y finalizó el 23 de diciembre de ese mismo año en Madrid. Uno de los productores ejecutivos de la película es Javier Bardem junto con Mariano Barroso.
La banda sonora está compuesta por Bingen Mendizabal que es conocido por su trabajo en otras películas como ''La madre muerta'' o ''Arriya'' y ha trabajado en otra película con Mariano Barroso llamada ''Mi hermano del alma''.

## Recepción
Crítica
Una de las críticas que recibió la película fue por parte de Ángel Fernández-Santos que consideraba a la película ''rara'' porque la considera un ejercicio temerario de cine conservador pero con un guion intenso y gran una fuerza interpretativa.
El fundador de FilmAffinity, Pablo Kurt criticó esta película de manera positiva y la calificó como estupendo drama que trata la ambición y las relaciones personales con una gran reparto en el que destaca sobre todo Javier Bardem.
La película consiguió recaudar 432.913,14€ y la vieron un total de 110.706 espectadores en toda España.

## Premios

### Premios Goya 1999
| Categoría              | Receptor         | Resultado |
| ---------------------- | ---------------- | --------- |
| Mejor Actor Revelación | Eduard Fernández | Candidato |

### Premios Ondas 1999
| Categoría            | Receptor         | Resultado |
| -------------------- | ---------------- | --------- |
| Mejor actor ex aequo | Javier Bardem    | Ganador   |
| Mejor actor ex aequo | Eduard Fernández | Ganador   |

### Premios Sant Jordi de Cinematografía1999
| Categoría           | Receptor         | Resultado |
| ------------------- | ---------------- | --------- |
| Mejor Actor Español | Eduard Fernández | Ganador   |

### Festival de Cine de España de Toulouse
| Categoría      | Receptor        | Resultado |
| -------------- | --------------- | --------- |
| Mejor Director | Mariano Barroso | Ganador   |
| Viollette d’Or | Mariano Barroso | Ganador   |
| Mejor Actor    | Ernesto Alterio | Ganador   |

## Reparto[12]
| Intérprete          | Personaje           |
| ------------------- | ------------------- |
| Javier Bardem       | Alberto             |
| Eduard Fernández    | Miguel              |
| José Sancho         | Claudio             |
| Ernesto Alterio     | Pablo               |
| Alberto San Juan    | Antonio             |
| Vicenta N'Dongo     | Elena               |
| Alicia Cifredo      | Dolores             |
| Íñigo Garcés        | Paquito             |
| Juan Carlos Vellido | Hombre Bala         |
| Pep Cortés          | Contreras           |
| Ricardo Molla       | Policía Nacional 1  |
| Víctor Clavijo      | Policía Nacional 2  |
| Adolfo Fernández    | Policía Municipal 1 |
| Félix Casales       | Policía Municipal 2 |
| Manuel Morón        | Ramiro              |
| Janfri Topera       | Cliente Taxi        |
| Vicente Díez        | Psicólogo           |
| Javivi              | Rafael              |
| Juanjo Cucalón      | Enfermero Cruz Roja |
| Francisco Maestre   | Guarda Jurado       |
| Josu Ormaetxe       | Médico Hospital     |
| Jorge Bosch         | Chico Pistola       |
| Patricia Montero    | Enfermera Hospital  |
| Paloma Catalán      | Tertuliana TV       |
| Jacinto             | Presentador Circo   |
| María Pujalte       | Sara                |
| Javier Cámara       | Tertuliano          |
| Ana Duato           | Tertuliana          |